# 이광진 (배드민턴인)
이광진(李光珍, 1970년 12월 5일~)은 대한민국의 배드민턴 선수 출신 배드민턴 지도자로, 선수시절 1994년 아시안 게임에서 은메달을 획득했다.